# Linearno-kvadratni model
Linearno-kvadratni model je izbrani model za ocenjevanje bioloških učinkov pri radioterapiji in se lahko uporablja za številne izračune.
Trenutno najbolj prevladuje mnenje, da linearno-kvadratni pristop predstavlja približno, pragmatično metodo za pretvorbo, razporeda doza-čas-frakcionacija, v dozo, ki bi dosegla enako verjetnost določenega biološkega učinka, ki bi bil dosežen z referenčno dozo na frakcijo v celotnem referenčnem času.
Linearno-kvadratni pristop se uporablja pri opisu razmerja med skupno izoefektivno dozo in dozo pri eni frakciji pri frakcioniranem obsevanju v radioterapiji. Model ustvarja robustno kvantitativno okolje za upoštevanje ravnovesja med zgodnjimi ter poznimi reakcijami in učinkom na ciljni tumor, pri spreminjanju doze pri eni frakciji in skupne doze. To je eden najpomembnejših napredkov radiobiologije, ki se uporablja pri zdravljenju.
V zadnjih štirih desetletjih je prišlo do velikega razvoja na področju frakcioniranja v radioterapiji, ki se nadaljuje in je neposredno posledica vse večjega razumevanja klinične radiološke biologije. Povezave, med učinkovito skupno dozo in dozo pri eni frakciji za pozno in zgodaj odzivna tkiva in tumorje, nam podajo osnovne informacije, potrebne za biološko optimizacijo radioterapije glede na dozo pri eni frakciji, število frakcij, vrsto ter mesto tumorja in načrt zdravljenja.

## Uporaba
Razpon doze, kjer je linearno-kvadratni model dobro podprt s podatki in zadovoljivo opisuje razmerje med skupno izoefektivno dozo in dozo pri eni frakciji, je približno 1-6 Gy pri eni posamezni frakciji. Ekstrapolacije zunaj tega razpona je treba izvajati zelo previdno.
Parametre modela je najbolje oceniti na podlagi kliničnih opazovanj, pri čemer je treba upoštevati njihovo statistično natančnost, kadar se uporabljajo za oceno tveganj ali koristi določenega načrta. 

## Izračun
Za izvajanje izračunov bioloških učinkov z linearno-kvadratnim modelom je bilo razvitih več matematično enakovrednih metod, ki jih lahko obravnavamo kot posebne primere splošne formule:
EQDXα/β = D × ((d + (α/β)) ÷ (X + (α/β)))
kjer je X referenčna doza na frakcijo, α/β je končna točka in parameter kakovosti sevanja, ki opisuje učinek spremembe doze na frakcijo, tj. občutljivost te končne točke na frakcioniranje, D je skupna doza in d je doza pri eni posamezni frakciji.
Višja vrednost α/β pomeni manjšo občutljivost na dozo pri eni frakciji v smislu, da je za ohranitev enakega učinka potrebna manjša prilagoditev celotne doze. Dve možnosti X, ki prevladujeta na področju megavoltnih fotonov, sta X = 2 Gy ali X = 0 Gy.
Pri izračunih je treba uporabljati ocene kliničnih parametrov, kadar je to mogoče. Če klinične ocene niso na voljo, se lahko kot smernice uporabijo vrednosti iz študij na živalih, vendar je treba biti pri uporabi rezultatov takšnih izračunov v kliničnih razmerah previden. Ocene negotovosti pri izračunih LQ je treba vedno pripraviti na podlagi negotovosti vrednosti parametrov, uporabljenih pri izračunu.

### Vrednost alfa-beta (α/β)
Vrednost alfa-beta je ena sama količina, ocenjena neposredno iz podatkov o doza-frakcija odzivu in ne predstavlja razmerje med dvema številoma. Obravnava se kot merilo občutljivosti frakcioniranja in ne kot merilo sposobnosti popravljanja.
Vrednost alfa/beta opisuje obliko odziva na frakcioniranje: nizka vrednost (0,5 – 6 Gy) je običajno značilna za normalna tkiva s poznim odzivom in kaže na hitro naraščanje skupne doze z zmanjševanjem doze na frakcijo ter krivuljo preživetja domnevnih tarčnih celic, ki je močno ukrivljena. Višja vrednost (7 – 20 Gy) je običajno značilna za normalna tkiva z zgodnjim odzivom in hitro proliferirajoče karcinome – kaže na manjše povečanje skupne doze z zmanjševanjem doze na frakcijo in manj izkrivljen odziv na preživetje domnevnih tarčnih celic.

## Omejitve
Medtem ko se je povečalo zavedanje o omejitvah modela in nevarnostih, povezanih z njegovo nekritično uporabo, se je povečala tudi uporaba tega pristopa. Pomembno je zavedanje, da nekritična uporaba linearno-kvadratnega modela v kliničnih situacijah lahko ogrozi varnost pacienta.
Pri dozi za posamezno frakcijo, manjši od 1 Gy, bi pojav preobčutljivosti na nizke odmerke – če je prisoten v določenem kritičnem normalnem tkivu ali tumorju – pomenil, da bi uporaba standardnega linearno-kvadratnega modela lahko podcenila biološki učinek določene celotne doze. To bi lahko potencialno vplivalo na ocenjeni biološki učinek nekaterih porazdelitev doze radioterapije z modulirano intenzivnostjo, pri katerih se lahko relativno velik volumen normalnega tkiva obseva z dozo na frakcijo v območju hiperradioobčutljivosti.
Razvita je bila spremenjena oblika linearno-kvadratne formule, vendar parametri modela za človeška tkiva in tumorje še niso znani z uporabno natančnostjo.
Poleg tega pri zelo visokih dozah pri eni frakciji, matematična oblika linearno-kvadratnega modela mogoče ni pravilna. Opravljenih je bilo več poskusov razširitve modela tudi na visoke doze pri eni frakciji, vsi pa so nujno privedli do vključitve vsaj enega dodatnega parametra v model. Noben od teh modelov vsaj doslej ni našel širše uporabe pri analizi kliničnih podatkov, pri čemer je očitna omejitev ta, da večina naborov kliničnih podatkov nima zadostne ločljivosti, ki bi omogočala oceno treh ali več parametrov modela z uporabno gotovostjo.

## Zgodovina
Linearno-kvadratni model je bil uveden okoli leta 1980 in ostaja model izbire za ocenjevanje bioloških učinkov v radioterapiji. Na začetku je bila uporaba modela konceptualno povezana s hipotezo o tarčnih celicah in s krivuljami preživetja obsevanih celic in vitro. Vse več dokazov je, da so številni pozni in celo nekateri zgodnji učinki radioterapije niso neposredno povezani s preprostim uničenjem določene populacije tarčnih celic. Čeprav se je linearno-kvadratni pristop pred 15 leti zdel precej uveljavljen, je zaradi številnih novosti, ki jih je spodbudil predvsem klinični in tehnološki napredek, modeliranje bioloških učinkov ponovno postalo zanimivo in pomembno področje kliničnih in eksperimentalnih raziskav sevanja.